# Людовик II де Бурбон-Конде
Людовик (Луи) II де Бурбон-Конде (фр. Louis de Bourbon, prince de Condé), известный под прозвищем Великий Конде (фр. Le Grand Condé; 8 сентября 1621[…], Париж — 11 декабря 1686[…], Фонтенбло) — французский полководец, генералиссимус. При жизни отца, Генриха II де Конде, он носил титул герцога Энгиенского. Кроме титула принца де Конде, был также герцогом де Бурбоном, де Монморанси, де Шатору, де Бельгард и де Фронсак, графом де Сансерр (1646—1686), графом де Шароле, пэром Франции и первым принцем крови.

## Биография

### Тридцатилетняя война
Начав военную карьеру в 17 лет, принц в 22 года возглавил армию в войне с испанцами, одержал 19 мая 1643 года блестящую победу при Рокруа и закончил кампанию этого года взятием Тионвилля и нескольких других городов. Заменив в следующем году Тюренна, Конде получил назначение командующего войсками в Германии, и при Фрейбурге (1644) одержал победу над баварским генералом Мерси. Взятие Майнца, Филиппсбурга, победа при Нёрдлингене (1645) следовали за кровопролитным сражением при Фрейбурге. В 1646 году Конде овладел, после ряда военных операций, Дюнкерком. Командированный в Каталонию (1647), Конде неудачно осаждал Лериду, но, вызванный в 1648 году в Нидерланды, уничтожил при Лансе остатки некогда грозной испанской пехоты и способствовал этим заключению Вестфальского мира.

### Фронда
Во вспыхнувшей борьбе с фрондой Конде принял сначала сторону Мазарини и овладел Парижем; но между честолюбивым и заносчивым полководцем и властолюбивым министром столкновение было неизбежно. По приказанию Мазарини Конде был заключён в Венсенский замок. Освобождённый через год, Конде стал во главе новой фронды, намереваясь свергнуть Мазарини, стать у власти и даже обратить свои владения в независимое государство. Сплотив вокруг себя в Бордо остатки фрондёров, Конде явился под Парижем, но маршал Тюренн, командуя королевскими войсками, двинулся на защиту двора и разбил Конде, спасшегося в самом Париже. Полководец оказался неискусным политиком. Анархия в столице, раздоры между ним и остальными вождями фронды заставили Конде бежать в Нидерланды и передаться испанцам в 1653 году. В Бордо верность Конде выражало радикальное плебейское движение Ормэ.
Победитель при Рокруа теперь обратил своё оружие против отечества и опустошал северные французские провинции. В этой войне на долю Конде редко выпадали удачи. Предпочитая Конде-подданного Конде-соседу, Мазарини при заключении Пиренейского мира (1659) примирился с Конде, которому Испания ранее предлагала предоставить самостоятельное княжество у северной французской границы.

### На службе у Людовика XIV
Конде был восстановлен в своих титулах и правах, но в течение 8 лет оставался не у дел. К этому периоду жизни Конде относится его кандидатура на польский престол (1660—1669), сначала поддержанная Людовиком XIV, впоследствии, однако, высказавшимся в пользу герцога Нейбургского. В самой Польше имя Конде было очень популярно, но против его кандидатуры соединились партии претендентов — поддерживаемого императором герцога Лотарингского и герцога Нейбургского.
В 1668 году Конде по поручению Людовика XIV в 3 недели завоевал Франш-Конте.
В 1669 году принимал участие в королевских выборах в Речи Посполитой. Однако победить на них не смог.
В 1672—1673 годах командовал войсками в Нидерландах, в 1674 году дал союзникам три кровопролитных битвы без решительного результата. В 1675 году Конде, после смерти Тюренна, был послан  в Эльзас против Монтекукколи. Это была его последняя кампания.
Престарелый, больной ревматизмом, Конде последние годы жизни провёл в своём владении Шантийи, окружённый просвещённейшими умами Франции.

## Семья и дети
- Родители: Генрих II де Бурбон-Конде (1588—1646), принц де Конде и Шарлотта-Маргарита де Монморанси (1594—1650), герцогиня де Монморанси.

- Жена: (с 9 февраля 1641) Клэр-Клеменс де Майе (1628—1694), маркиза де Брезе, дочь Юрбена де Майе, маркиза де Брезе и Николь дю Плесси, племянница кардинала Ришельё. Имели 3-х детей:

1. Анри III Жюль (1643—1709), принц де Конде;
2. Луи (1652—1653), герцог де Бурбон;
3. дочь (1657—1660), известна как Мадмуазель де Бурбон.

## Оценка современников
Отличительной чертой военного гения Конде являлась быстрота замысла, нисходившего на него среди сражения — его знаменитые «вдохновения», как характеризует эти минуты Боссюэ. Одному из таких внезапных и смелых порывов Конде и обязан победой при Рокруа. Но Конде справедливо винят за то, что для блеска быстрого и сильного натиска он не щадил потоков крови. Конде принадлежит известное изречение «Одна ночь в Париже даёт жизнь большему количеству людей, чем убито в этом бою», которая, предположительно, попав в русскую культурную среду, преобразовалась в крылатую фразу «Бабы ещё нарожают». Как человек, Конде отличался надменностью, скупостью, жестокостью, оскорбительной грубостью с подчиненными. Стараясь окружать себя великими мыслителями своего времени, он, тем не менее, грубо обращался с ними. Войска Конде особенно отличались грабежами и насилиями. Все это находится в резком противоречии с идеализированными чертами характера великого полководца, без всякого фактического основания описанными  Боссюэ в его надгробном слове.

## Принц Конде в искусстве

### В кинематографе и литературе
- Henri Janvier — Vingt ans après (Франция; 1922) режиссёр Анри Диаман-Берже.
- Анжелика — маркиза ангелов (1964) — (роль принца исполнил Франсуа Местр).
- Луи, король — дитя (1993) — (роль принца исполнил Серж Дюпир).
- Ватель (2000)  — (роль принца исполнил Джулиан Гловер).
- Королева и кардинал (2009) — (роль принца исполнил Рюди Розенберг).
- Великий Конде является второстепенным персонажем серии романов А. и С. Голон об Анжелике. В экранизациях («Анжелика — маркиза ангелов» и «Великолепная Анжелика») его роль исполнил Франсуа Местр (известный российскому зрителю по роли графа де Монсоро в сериале 1971 года «Графиня де Монсоро»). Местр значительно старше своего персонажа и не имеет с ним внешнего сходства.
- Великий Конде знаком миллионам читателей по романам Александра Дюма «Двадцать лет спустя» и «Десять лет спустя».